# Fix og færdig
Fix og færdig med undertitlen Rock mod junk var et dansk musikalbum, der i 1980 blev udgivet på Medley Records med sange fra en række danske kunstnere. Initiativet til udgivelsen var taget af Folkebevægelsen mod hårde stoffer i samarbejde med Medleys direktør Michael Ritto, der stod for indsamling af sangene og tilrettelæggelsen af albummet. Folkebevægelsen havde tilknytning til miljøet på Christiania, og en del af bidragene til pladen kom fra kunstnere, der tillige medvirkede på Christianiapladen, der var udgivet nogle år tidligere. På covernoterne var angivet, at ca. 10 kr. af pladens pris blev givet til Christianias narkoovervågningsgruppe. 
De udvalgte numre på Fix og færdig var numre, der tidligere var udgivet i andre sammenhænge af kunstnerne, men som tema var (mere eller mindre direkte) relateret til narkomisbrug og skaderne ved sådant misbrug. Sebastians bidrag "Rose" var dog en anden version end den version, der oprindeligt blev udgivet på Den store flugt. 
Albummet blev udgivet på vinyl i form af en LP (MdLP 6035) og er ikke genoptrykt som CD. 
Albummets pladecover gjorde brug af Folkbevægelsen mod Hårde Stoffers logo (en knyttet næve, der knuser en kanyle). Bagsiden var en tegning af Vesterbromiljøet tegnet af Peder Bundgaard, der stod for omslaget sammen med Svend Christensen.

## Trackliste
| #   | Titel                  | Artist (og sangskriver(e))                             | Længde |
| --- | ---------------------- | ------------------------------------------------------ | ------ |
| 1.  | "Midnats Mamma"        | Sylvester & Svalerne (Leif Sylvester Petersen)         | 4:00   |
| 2.  | "Junkies for Herren"   | Tom Lundén (Tom Lundén)                                | 3:25   |
| 3.  | "Rose"                 | Sebastian (Sebastian)                                  | 4:25   |
| 4.  | "Sidste øjeblik"       | Hyldemor (Hyldefar/Hans Vinding)                       | 3:30   |
| 5.  | "Sangen om stoffer"    | Parkering Forbudt (Parkeringforbudt/Slumstormerne)     | 3:40   |
| 6.  | "Sig Ja"               | Nis P. Jørgensen (Nis P. Jørgensen)                    | 4:08   |
| 7.  | "Høgen og Nattergalen" | Ida Klemann (Ida Klemann/Hesiodes-Ole Kjær-Ida Klemann | 3:30   |
| 8.  | "Look at Me"           | Delta Cross Band (Billy Cross)                         | 4:05   |
| 9.  | "Judith"               | Lost Kids (Lost Kids/Jan Jet                           | 0:50   |
| 10. | "Cornell"              | Paul Banks & Jørgen Lang (Paul Banks)                  | 6:58   |
| 11. | "Lukøje-Ole"           | Burnin' Red Ivanhoe (Ole Fick/Jan Toftlund)            | 4:35   |
| 12. | "Roselil"              | Benny Holst (Benny Holst)                              | 6:00   |